# Vladimír Vankovič
Vladimír Vankovič (* 1. dubna 1957) je bývalý slovenský fotbalista, útočník. Jeho otec Ladislav Vankovič st. a starší bratr Ladislav Vankovič byli prvoligoví fotbalisté.

## Fotbalová kariéra
Hrál za Spartu Praha, SK Rakovník, MFK Zemplín Michalovce, Lokomotívu Košice a ŠK Slovan Bratislava. V Poháru vítězů pohárů nastoupil za Slovan ve 2 utkáních proti Grasshoppers Zürich a dal 1 gól.
V sezoně 1987/88 se společně s Milošem Lejtrichem stali nejlepšími střelci I. SNFL, oba vstřelili 18 branek.

## Ligová bilance
| Ročník                                   | Zápasy | Góly | Klub              |
| ---------------------------------------- | ------ | ---- | ----------------- |
| 1. československá fotbalová liga 1978/79 | 5      | 0    | Sparta Praha      |
| 1. československá fotbalová liga 1983/84 | 15     | 8    | Lokomotíva Košice |
| 1. československá fotbalová liga 1984/85 | 29     | 8    | Lokomotíva Košice |
| 1. československá fotbalová liga 1985/86 | 28     | 7    | Lokomotíva Košice |
| 1. československá fotbalová liga 1988/89 | 29     | 18   | Slovan Bratislava |
| 1. československá fotbalová liga 1989/90 | 25     | 1    | Slovan Bratislava |
| LIGA CELKEM                              | 131    | 42   |                   |